# 鉄道建設・運輸施設整備支援機構
独立行政法人鉄道建設・運輸施設整備支援機構（てつどうけんせつ・うんゆしせつせいびしえんきこう、英: Japan Railway Construction, Transport and Technology Agency、略称: JRTT）は、独立行政法人鉄道建設・運輸施設整備支援機構法に基づき、交通ネットワークの整備を目的として設置された日本の独立行政法人（中期目標管理法人）。通称はJRTT、鉄道・運輸機構。
日本鉄道建設公団（鉄道公団）と運輸施設整備事業団（運輸事業団）の業務を承継し、2003年10月1日に設立。国土交通省所管。本社は神奈川県横浜市にある。

## 概要

### JRTTの設立目的
鉄道の建設等に関する業務及び鉄道事業者、海上運送事業者等による運輸施設の整備を促進するための助成その他の支援に関する業務を総合的かつ効率的に行うことにより、輸送に対する国民の需要の高度化、多様化等に的確に対応した大量輸送機関を基幹とする輸送体系の確立並びにこれによる地域の振興並びに大都市の機能の維持及び増進を図り、もって国民経済の健全な発展と国民生活の向上に寄与することを目的としている（独立行政法人鉄道建設・運輸施設整備支援機構法第3条）。

### 経緯
2003年10月1日に統合され、鉄道建設・運輸施設整備支援機構となった。全国的な交通インフラ整備に関する事業を行ってきた2つの特殊法人を統合した機関である。統合後に廃止された業務は、造船施設構造転換業務、運輸関係基礎的研究、高度船舶技術業務などで、追加された業務は、都市鉄道利便増進事業、地域公共交通への出資業務、JRへの経営自立支援業務など。統合時に、船舶建造債務保証業務は、廃止されているが、ごく一部の金融機関において、取扱店である表示が今もなお残っている場合がある。
運輸施設整備事業団
政府の特殊法人改革の一環として、まず1959年6月に設立した船舶整備公団（設立当初は、国内旅客船公団）と1991年10月に設立した鉄道整備基金（前身の新幹線鉄道保有機構の設立は、1987年4月）が1997年10月に統合されて運輸施設整備事業団となり、造船業基盤整備事業協会が2001年3月に統合された。
日本鉄道建設公団
1964年3月に設立した日本鉄道建設公団に、日本国有鉄道清算事業団（旧日本国有鉄道から1987年4月名称変更）が1998年10月に統合された。
横浜の本社のほか、東京に支社、北海道、福岡などに新線建設のための事務所（建設局、工事局）がある。また、整備新幹線等の工事区間に現地拠点（鉄道建設所等）が置かれている。

### 事業
JRTTの主な事業は、以下の5つに大別される。
1. 鉄道建設：整備新幹線や都市鉄道を中心とする鉄道の調査、建設、貸付等、海外高速鉄道調査等
2. 船舶建造：船舶の建造、共有等、内航船舶の調査、技術支援
3. 地域公共交通等：持続的な地域公共交通の再編、都市鉄道、物流拠点整備への支援
4. 鉄道助成：譲渡新幹線の譲渡代金の管理、各鉄道事業者が実施する鉄道整備事業への助成
5. 国鉄清算：旧国鉄から承継した資産の処分、年金費用等の支払などの旧国鉄関係業務、JR未上場会社への経営自立支援

附帯的な業務として、海外への技術協力支援や地方公共団体などからの受託業務を行っている。
設立時、東日本旅客鉄道（JR東日本）を除くJR各社の株主となっていたが、2004年3月に西日本旅客鉄道（JR西日本）の株式が全て売却され、2006年4月には東海旅客鉄道（JR東海）、2016年10月には九州旅客鉄道（JR九州）の全株式の売却が完了した（こちらも参照）。この売却後においては、北海道旅客鉄道（JR北海道）、四国旅客鉄道（JR四国）及び日本貨物鉄道（JR貨物）の株主である。JRTTは、100パーセント親会社であるが、決算上において連結子会社には含めていない。
鉄道事業法第59条の規定により、JRTTが鉄道事業者に鉄道施設を貸し付ける行為には同法が適用されない（第三種鉄道事業者ではない）。JRTTから鉄道施設を借り受けて運行する鉄道事業者は第一種鉄道事業者となる。
JRTTが海運事業者に船舶を共有させ、使用させる行為には、海上運送法や内航海運業法の適用を受けない（事業者とはならない）。JRTTとの共有船を使用して運航する場合には、海運事業者は船舶管理人となる。

## 組織
本社
- 神奈川県横浜市中区本町6丁目50番地1 横浜アイランドタワー 19-27階（受付24階）
- 鉄道技術センター：東京都港区芝公園二丁目4番1号 芝パークビルB館
  - 鉄道に関する調査、技術開発、設計基準策定、技術的支援、貸付線の資産管理など
    - 北陸新幹線（上越妙高駅以東の区間）
    - 東北新幹線（盛岡駅以北の区間）

地方機関
- 北海道新幹線建設局：北海道札幌市中央区北2条西1丁目1番地 マルイト札幌ビル
  - 北海道新幹線
- 北陸新幹線建設局：大阪府大阪市淀川区宮原三丁目5番36号 新大阪トラストタワー
  - 北陸新幹線（上越妙高駅以西の区間）
- 九州新幹線建設局：福岡県福岡市博多区祇園町2番1号 NBF博多祇園ビル
  - 九州新幹線（鹿児島ルート） - 営業路線名は九州新幹線
  - 九州新幹線（西九州ルート）　- 営業路線名は西九州新幹線
- 東京工事事務所：東京都港区芝公園二丁目4番1号 芝パークビルB館
  - 神奈川東部方面線 - 営業路線名は相鉄新横浜線、東急新横浜線
- 関東甲信工事局：神奈川県横浜市港北区新横浜二丁目5番地11 金子第1ビル
  - 中央新幹線の一部区間（中央アルプストンネルなど）
- 各地方局の配下に、建設路線沿いの各地（数十 kmごと）に主に土木工事監理業務を行う鉄道建設所を設置し、その他の業務（広報・渉外等）を行う事務所として北海道新幹線建設局道南事務所（北海道北斗市）、北陸新幹線建設局福井事務所（福井県福井市）、関東甲信工事局名古屋事務所（愛知県名古屋市中区）がある。

### 役員
- 理事長(1)
- 副理事長(1)
- 理事(8)
- 監事(3)

### 歴代理事長
- 小森博（2003年10月1日 - 2004年10月31日）
- 小幡政人（2004年11月1日 - 2008年4月1日）
- 石川裕己（2008年4月1日 - 2015年9月30日）
- 北村隆志（2015年10月1日 - 2021年1月5日）
- 河内隆（2021年3月26日 - 2023年3月31日）
- 藤田耕三（2023年4月1日 -）[1][2]

### 組織
- 統括役
  - 審議役
  - 監査部（内部監査）
  - 経営企画部（基本方針・中期計画・広報等）
  - 総務部（総務・文書・人事管理・情報システム等）
  - 経理資金部（財務・出納・IR・会計・契約）
  - 審査部（地域公共交通等出融資）
  - 建設企画部（鉄道施設の建設に係る事業計画・事業監理・技術企画・工事請負契約等）
  - 鉄道企画調査部（鉄道施設の建設に係る路線調査・都市利便増進事業）
  - 施設管理部（鉄道施設の貸付管理・貨物調整金・鉄道譲渡に係る債権管理）
  - 鉄道助成部（鉄道施設等への補助金交付・新幹線譲渡に係る債権管理）
  - 用地部（鉄道用地に係る土地取得・補償等）
  - 新幹線部（整備新幹線事業）
  - 北海道新幹線部（北海道新幹線・青函トンネル改修事業）
  - 建設部（中央新幹線受託事業）
  - 国際部（海外高速鉄道調査等・海外技術協力）
  - 共有船舶企画管理部（船舶建造に係る企画・船舶使用料等の債権管理・船舶共有管理）
  - 共有船舶建造支援部（船舶建造に係る募集・審査・技術支援・技術調査）
  - 国鉄清算事業管理部（特例勘定に係る管理・旧国鉄職員への補償）
  - 経営自立支援推進・財務部（特例勘定に係る財務会計・出納・調達管理・JR未上場会社への経営支援）
  - 共済業務室（旧国鉄職員への共済年金等）
- 鉄道技術センター（鉄道計画の調査、土木・軌道・機械・建築・電気に係る設計基準や技術開発、貸付路線の資産管理等）
  - 地方機関 : 3建設局 1工事事務所 1工事局（鉄道施設の建設・計画路線等調査等）

## 沿革
2002年12月18日に独立行政法人鉄道建設・運輸施設整備支援機構法（平成14年法律第180号、以下「法律」と表記）が公布され、JRTTの設立が決定した。
2003年10月1日、法律が施行されて独立行政法人鉄道建設・運輸施設整備支援機構が発足した。これに伴い、日本鉄道建設公団および運輸施設整備事業団がそれぞれ解散した。
前身の日本鉄道建設公団が進めていた鉄道建設工事はJRTT鉄道建設本部が引き継ぎ、横浜高速鉄道みなとみらい線、九州新幹線（新八代 - 鹿児島中央）などを完成させた。2005年には北海道新幹線、2006年には北陸新幹線（富山 - 金沢間）の建設工事が始まるなどJRTT設立後の新規の建設にも着手している。また、既存の事業以外にも、自治体などから、調査業務や建設業務を受託し、リニア中央新幹線工事などで、これまでの技術力やノウハウ、政府系機関としての公正性が生かされている。
JRTTの前身である運輸施設整備事業団が支援して開発が進められてきた高速船であるテクノスーパーライナーの1号船「SUPER LINER OGASAWARA」は、2004年11月13日に岡山県玉野市の三井造船玉野事業所で進水した。小笠原航路に就航予定とされていたが、燃料費の高騰で国や東京都が支援を断念したため、運行予定であった小笠原海運は船を引き受けなかった。その後、東日本大震災の支援船として一時利用される機会もあったが、保有してリースするために設立されたテクノ・シーウェイズは破産処理が行われ、船自体も解体処分されることになった。
2006年1月27日、JRTTが技術開発・建造を進めてきた電気推進船「スーパーエコシップ」 (SES) の第1船として、JR西日本の宮島連絡船（現在はJR西日本宮島フェリーによる運航）に投入される「みやじま丸」が竣工した。SESは、エンジンで発電機を回してその電力でモーターを回して推進する船で、窒素酸化物 (NOx)や二酸化炭素の排出を減らすと共に燃費を改善することができる。さらに従来型の船では巨大なエンジンを船の後部のほぼ決まった位置に搭載しなければならず設計上の制約が大きかったものが、自由なレイアウトを採用できるようになり船室スペースの増加や積載効率の改善にも寄与するといった特徴がある。「みやじま丸」を皮切りに貨物船などにも続々と採用されている。
国鉄清算事業本部（現在は本部制廃止）が進めてきた資産処分については、2004年3月12日にはJR西日本、2006年4月10日にはJR東海の全株式の売却がそれぞれ完了し、両社は完全民営会社となった。2016年10月25日には、JR九州の全株式の一括売却が完了し、JRTTが株主となっているのは、JR北海道・JR四国・JR貨物の3社である。なお、日本国有鉄道が東京都と共同で出資者となっていた帝都高速度交通営団については、国鉄分割民営化の際に国鉄清算事業団が承継したが、財務省（旧・大蔵省）に引き継がれた。
2008年4月1日には、2012年度までの第2中期計画が始まった。整備新幹線の残りの区間の建設推進と共に、相模鉄道のJR東日本・東京急行電鉄（東急）への乗り入れを行う神奈川東部方面線、京成成田空港線の建設が計画に挙げられていた。
建設中の北海道新幹線新函館北斗・札幌間、北陸新幹線金沢・敦賀間、九州新幹線（西九州）武雄温泉・長崎間については、完成の事業年度は変更していないものの、それぞれ5年、3年、可能な限り、短縮を目指すこととされた。
2015年8月26日に新たな業務として、地域公共交通への出資・貸付業務が追加された。東京都中央区・江東区間のBRT事業などが、このスキームの利用を検討されている。
2016年11月に新たな業務として、中央新幹線の整備加速のための資金貸付業務が追加された。2016・2017年度に中央新幹線の建設主体である東海旅客鉄道に対して、3兆円の資金貸付が実行された。
2018年8月31日に新たな業務として、海外高速鉄道プロジェクトに関する業務が追加され、本来業務となった。
北陸新幹線金沢・敦賀間の建設について、2023年春の完成・開業予定から1年遅れる見込みになったことで、2020年（令和2年）12月22日、国土交通省から初の業務改善命令を受けた。これを受けて北村理事長は引責辞任することになった。
2021年4月1日に日本国有鉄道清算事業団の債務等の処理に関する法律（国鉄債務処理法）が改正施行し、JR未上場会社への新たな支援として、デットエクイティスワップ(DES)や不用地買取りのほか、青函トンネルや本四連絡橋へのインフラ費用負担に関する業務が追加された。

### 年表
JRTTが建設した鉄道路線の開業については#鉄道建設業務を参照
- 2002年（平成14年）12月18日 - 独立行政法人鉄道建設・運輸施設整備支援機構法公布
- 2003年（平成15年）
  - 10月1日 - 法律が施行され、独立行政法人鉄道建設・運輸施設整備支援機構設立、日本鉄道建設公団、運輸施設整備事業団がそれぞれ解散
- 2004年（平成16年）
  - 3月12日 - JR西日本株第2次売却（完全民営化）
  - 8月23日 - 軌間可変電車（フリーゲージトレイン）の走行試験を山陽新幹線新山口 - 新下関間で開始
  - 11月13日 - テクノスーパーライナー1号船「SUPER LINER OGASAWARA」進水
- 2006年（平成18年）
  - 1月27日 - スーパーエコシップ第1番船「みやじま丸」竣工
  - 4月10日 - JR東海株第3次売却（完全民営化）
- 2008年（平成20年）
  - 3月31日 - 国鉄清算事業本部制の廃止
- 2010年（平成22年）
  - 4月27日 - 事業仕分けにおいて、国鉄清算業務で2008年度決算時点で1兆3500億円まで積み上がった利益剰余金を国庫に返納すべきとの判定を受ける
  - 12月24日 - 菅改造内閣の2011年（平成23年）度予算案は埋蔵金とも呼ばれる利益剰余金のうち1兆2000億円を返納させ財源とした[7]
- 2014年（平成26年）
  - 4月5日 - 三陸鉄道南リアス線全線復興開業
  - 4月6日 - 三陸鉄道北リアス線全線復興開業
  - 6月4日 - スーパーエコシップ貨客船「橘丸」竣工（共有旅客船1000隻目）
- 2015年（平成27年）
  - 3月20日 - スーパーエコシップ第25番船 旅客フェリー「第二桜島丸」竣工
- 2016年（平成28年）
  - 10月25日 - JR九州株一括売却（完全民営化）。同日のJR九州上場と同時に保有株式を一括で売却。経営安定基金の取り崩しによる九州新幹線貸付料の一括前払い・無利子借入金の償還等。
  - 11月18日 - JR東海の中央新幹線建設に対して3兆円規模の資金貸付けを決定し、第一回として5,000億円を財政融資資金貸付金利で貸付け[8]
- 2017年（平成29年）
  - 3月31日 - 鉄道建設本部制の廃止・国鉄清算事業地方機関（西日本支社）の廃止
  - 4月1日 - JR北海道、JR四国の経営安定基金の全額が自主的運用へ
- 2019年（平成31年・令和元年）
  - 3月31日 - 国鉄清算事業用地部の廃止
  - 11月30日 - 都市鉄道利便増進事業で初めての路線である神奈川東部方面線相鉄・JR直通線開業（西谷 - 羽沢横浜国大間、相鉄新横浜線の一部）
- 2020年（令和2年）
  - 12月22日 - 北陸新幹線金沢・敦賀間の開業遅れに関して、国土交通省から業務改善命令が出される[6]。
- 2021年（令和3年）
  - 7月30日 - 鉄道・運輸機構改革プランの公表
- 2023年（令和5年）
  - 6月1日 - 鉄道災害調査隊（RAIL-FORCE）の創設
  - 6月23日 - 災害対策基本法に基づく指定公共機関に指定
- 2024年（令和6年）
  - 4月1日 - 鉄道技術センターの設置

## 鉄道建設業務

### 新幹線鉄道
全国新幹線鉄道整備法に基づく整備計画のうち、JRTTおよび前身の日本鉄道建設公団が建設主体として指名された路線の建設を行う。財源は、JRTTに対してJRが支払う貸付料等収入の一部を充てた後、国が3分の2、地方公共団体（都道府県、市町村）が3分の1を負担する。完成後、JRTTは鉄道施設を保有して営業主体に貸付けを行い、貸付料を収受する上下分離方式を導入している。貸付料の基準は、受益の額（新幹線鉄道の開業により営業主体に発生する受益（30年間））を基準としたものに租税および管理費を加えた額である。2024年現在、北海道新幹線の建設および北陸新幹線（敦賀・新大阪間）の事業推進調査が進められている。なお、上越新幹線（大宮・新潟間）は、前身の日本鉄道建設公団が建設主体の路線であるが、建設費は国鉄債務に含まれる（公団としては債務完済）ため整備新幹線には含まれない。
| 整備計画上の路線名 | 区間                | 建設延長 (km) | 営業延長 (km) | 開業年月日    | 営業主体 | 種別   | 現状 2024年3月28日時点 |
| ------------------ | ------------------- | ------------- | ------------- | ------------- | -------- | ------ | ---------------------- |
| 北陸新幹線         | 高崎 - 長野         | 125.7         | 117.4         | 1997年10月1日 | JR東日本 | 貸付線 | 北陸新幹線             |
| 北陸新幹線         | 長野 - 上越妙高     | 231.1         | 228.0         | 2015年3月14日 | JR東日本 | 貸付線 | 北陸新幹線             |
| 北陸新幹線         | 上越妙高 - 金沢     | 231.1         | 228.0         | 2015年3月14日 | JR西日本 | 貸付線 | 北陸新幹線             |
| 北陸新幹線         | 金沢 - 敦賀         | 114.6         | 125.1         | 2024年3月16日 | JR西日本 | 貸付線 | 北陸新幹線             |
| 東北新幹線         | 盛岡 - 八戸         | 94.5          | 96.6          | 2002年12月1日 | JR東日本 | 貸付線 | 東北新幹線             |
| 東北新幹線         | 八戸 - 新青森       | 81.2          | 81.8          | 2010年12月4日 | JR東日本 | 貸付線 | 東北新幹線             |
| 九州新幹線         | 新八代 - 鹿児島中央 | 127.6         | 137.6         | 2004年3月13日 | JR九州   | 貸付線 | 九州新幹線             |
| 九州新幹線         | 博多 - 新八代       | 121.1         | 151.3         | 2011年3月12日 | JR九州   | 貸付線 | 九州新幹線             |
| 九州新幹線         | 武雄温泉 - 長崎     | 67.0          | 69.6          | 2022年9月23日 | JR九州   | 貸付線 | 西九州新幹線           |
| 北海道新幹線       | 新青森 - 新函館北斗 | 148.3         | 148.8         | 2016年3月26日 | JR北海道 | 貸付線 | 北海道新幹線           |

| 整備計画上の路線名 | 区間              | 建設延長 (km) | 営業主体 | 開業予定 |
| ------------------ | ----------------- | ------------- | -------- | -------- |
| 北海道新幹線       | 新函館北斗 - 札幌 | 211.9         | JR北海道 | 未定     |

### 都市鉄道
JRTTが実施する都市鉄道の建設事業は「都市鉄道利便増進事業」、旧日本鉄道公団から引き継いだ「民鉄線事業」「都市鉄道線事業」の3種類がある。
都市鉄道利便増進事業は都市鉄道等利便増進法に基づく制度である。整備主体（JRTTなどの公的主体）と営業主体（鉄道事業者など）を分離する、いわゆる「上下分離方式」による整備方式を採用し、建設財源は国、地方公共団体、JRTTの三者が3分の1ずつ負担する。なお、鉄道施設の貸付けにあたっては、営業主体が施設使用料（受益相当額）をJRTTに支払う。2023年3月までに神奈川東部方面線として相鉄・JR直通線および相鉄・東急直通線が開業した。
民鉄線事業（P線）はJRTTが鉄道施設を建設し、完成後は事業者に譲渡する。譲渡対価は国土交通大臣の指定する期間（25年間）、元利均等半年賦償還で管理費等を加えた額を支払う。東京、大阪、名古屋の三大都市圏において民鉄線の新設または大規模改良工事をJRTTおよび前身の日本鉄道建設公団が建設するP線制度では、JRTTおよび公団が発行した債券または借入金の利子のうち5％を上回る部分に対して国と地方公共団体が2分の1ずつ利子補給をする。利子補給期間は25年（ニュータウン新線の場合は15年）である。特殊法人改革の際に都市鉄道線および民鉄線等事業については現在実施中の事業に限定し、新たな路線の新規採択は行わないこととされ、JRTTが整備主体として実施する都市鉄道の整備は、都市鉄道利便増進事業に一本化された。現在、各路線の鉄道事業者から割賦により各路線の譲渡代金の債権管理のみを行っている。
| 線名             | 区間                  | 建設延長 (km) | 営業延長 (km) | 開業年月日     | 営業主体 | 種別   | 現状 2024年3月28日時点 |
| ---------------- | --------------------- | ------------- | ------------- | -------------- | -------- | ------ | ---------------------- |
| 相鉄・JR直通線   | 西谷 - 羽沢横浜国大   | 2.7           | 2.1           | 2019年11月30日 | 相模鉄道 | 貸付線 | 相鉄新横浜線           |
| 相鉄・東急直通線 | 羽沢横浜国大 - 新横浜 | 10.0          | 4.2           | 2023年3月18日  | 相模鉄道 | 貸付線 | 相鉄新横浜線           |
| 相鉄・東急直通線 | 新横浜 - 日吉         | 10.0          | 5.8           | 2023年3月18日  | 東急電鉄 | 貸付線 | 東急新横浜線           |

| 線名                  | 区間                       | 建設延長 (km) | 営業延長 (km) | 開業年月日     | 鉄道事業者     | 備考     | 現状 2022年9月30日時点   |
| --------------------- | -------------------------- | ------------- | ------------- | -------------- | -------------- | -------- | ------------------------ |
| 小田原線(2)           | 喜多見 - 和泉多摩川        | 10.4          | 10.4          | 1997年6月23日  | 小田急電鉄     | 複々線化 | 小田原線                 |
| 小田原線(2)           | 世田谷代田 - 喜多見        | 10.4          | 10.4          | 2004年11月1日  | 小田急電鉄     | 複々線化 | 小田原線                 |
| 小田原線(2)           | 東北沢 - 世田谷代田        | 10.4          | 10.4          | 2018年3月3日   | 小田急電鉄     | 複々線化 | 小田原線                 |
| 西武池袋線            | 中村橋 - 練馬高野台        | 4.1           | 4.6           | 2001年12月15日 | 西武鉄道       | 複々線化 | 池袋線                   |
| 西武池袋線            | 練馬 - 中村橋              | 4.1           | 4.6           | 2003年3月12日  | 西武鉄道       | 複々線化 | 池袋線                   |
| 西武池袋線            | 練馬高野台 - 石神井公園    | 4.1           | 4.6           | 2012年11月18日 | 西武鉄道       | 複々線化 | 池袋線                   |
| みなとみらい21線      | 横浜 - 元町・中華街        | 4.3           | 4.1           | 2004年2月1日   | 横浜高速鉄道   |          | みなとみらい線           |
| 東京モノレール 羽田線 | 羽田空港 - 羽田空港第2ビル | 0.7           | 0.9           | 2004年12月1日  | 東京モノレール |          | 東京モノレール羽田空港線 |
| 東上線(2)             | 武蔵嵐山 - 嵐山（信）      | 2.8           | 2.8           | 2005年3月17日  | 東武鉄道       | 複線化   | 東上本線                 |

| 線名     | 区間            | 建設延長 (km) | 営業延長 (km) | 開業年月日    | 鉄道事業者       | 現状 2022年9月30日時点 |
| -------- | --------------- | ------------- | ------------- | ------------- | ---------------- | ---------------------- |
| 常磐新線 | 秋葉原 - つくば | 58.5          | 58.3          | 2005年8月24日 | 首都圏新都市鉄道 | つくばエクスプレス     |

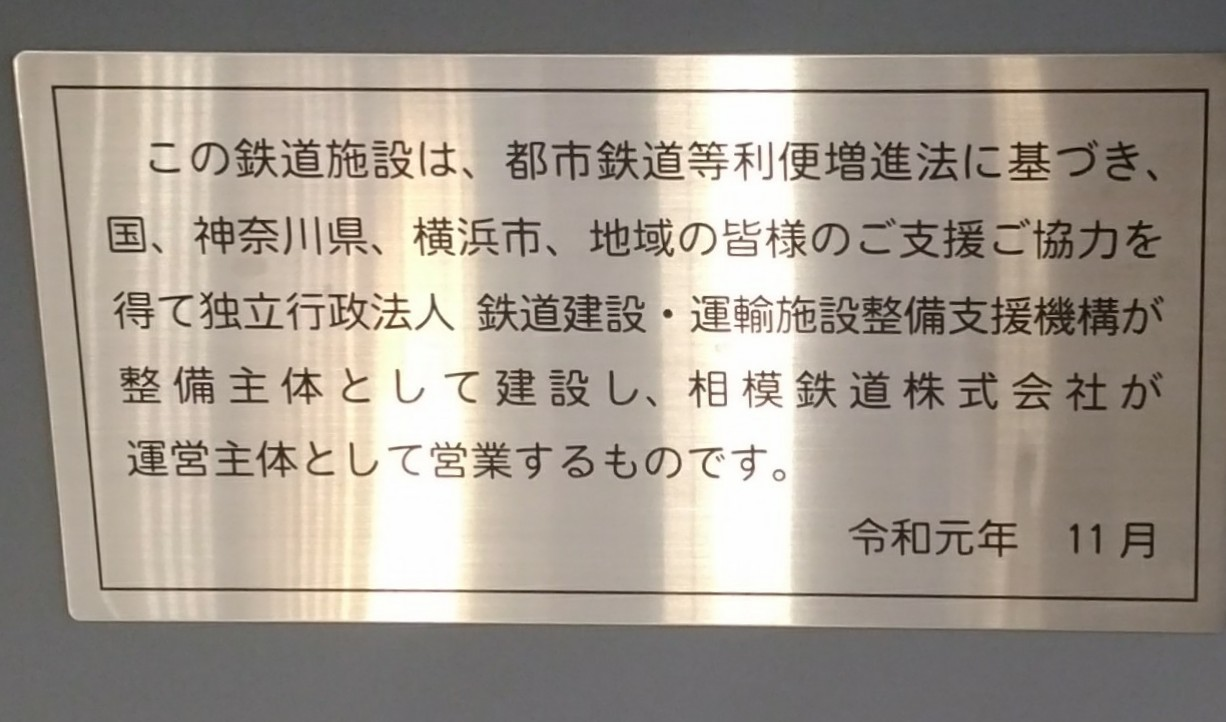
羽沢横浜国大駅の銘板
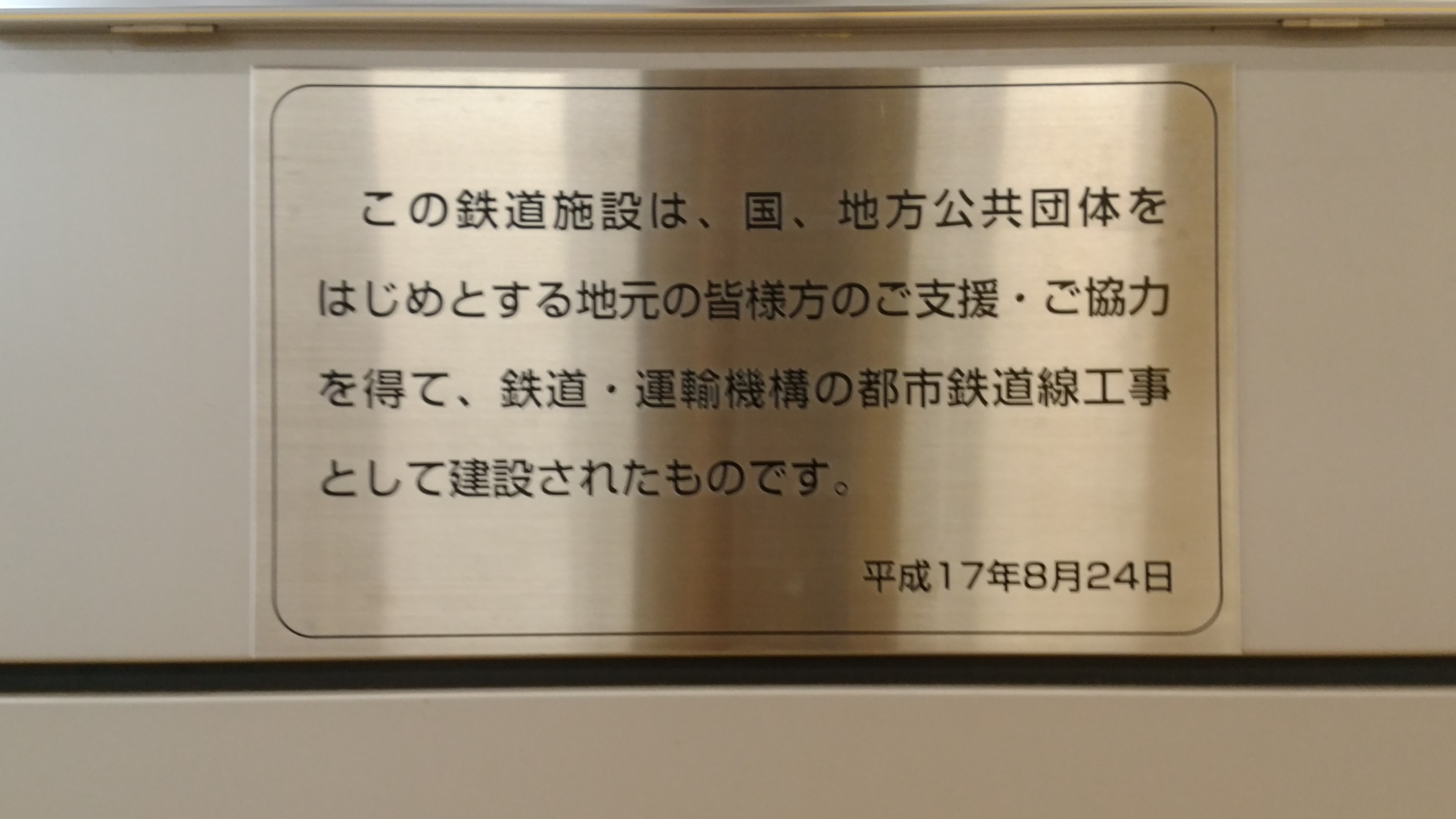
つくばエクスプレス万博記念公園駅の銘板

### 受託業務
鉄道事業者から鉄道事業の受託要請があった場合に、JRTTが受託して調査や建設等を行う。
2024年現在、中央新幹線 品川 - 名古屋間の一部区間についてJR東海より受託している。
| 線名                     | 区間                          | 建設延長 (km) | 営業延長 (km) | 開業年月日    | 事業者                                              | 備考           | 現状 2022年9月30日時点 |
| ------------------------ | ----------------------------- | ------------- | ------------- | ------------- | --------------------------------------------------- | -------------- | ---------------------- |
| 中部国際空港連絡線       | 常滑 - 中部国際空港           | 3.0           | 4.2           | 2005年1月29日 | 中部国際空港連絡鉄道（第三種） 名古屋鉄道（第二種） |                | 空港線                 |
| 仙台空港鉄道             | 名取 - 仙台空港               | 7.2           | 7.1           | 2007年3月18日 | 仙台空港鉄道                                        |                | 仙台空港線             |
| 愛知環状鉄道線           | 三河豊田 - 新豊田             | 4.2           | 3.6           | 2008年1月27日 | 愛知環状鉄道                                        | 複線化         | 愛知環状鉄道線         |
| 北総線                   | 東松戸駅、新鎌ケ谷指令所      | -             | -             | 2009年2月14日 | 北総鉄道                                            | 設備改良       | 北総線                 |
| 成田高速鉄道アクセス線   | 印旛日本医大 - 土屋           | 10.7          | 10.7          | 2010年7月17日 | 成田高速鉄道アクセス（第三種） 京成電鉄（第二種）   |                | 成田空港線             |
| 成田空港高速鉄道線       | 土屋 - 成田空港               | (8.4)         | (8.4)         | 2010年7月17日 | 成田空港高速鉄道（第三種） 京成電鉄（第二種）       | 設備改良       | 成田空港線             |
| つくばエクスプレス線     | 秋葉原駅                      | -             | -             | 2012年9月6日  | 首都圏新都市鉄道                                    | 出入口等増設   | つくばエクスプレス     |
| 山梨リニア実験線         | 一般区間                      | 24.4          | 24.4          | 2013年8月29日 | JR東海・鉄道総合技術研究所                          |                | 山梨リニア実験線       |
| 仙台市高速鉄道東西線     | 八木山動物公園 - 扇坂トンネル | 4.3           | 4.2           | 2015年12月6日 | 仙台市交通局                                        |                | 東西線                 |
| つくばエクスプレス線     | 守谷 - 車両基地               | 1.4           | -             | 2017年3月19日 | 首都圏新都市鉄道                                    | 入出庫線複線化 | つくばエクスプレス     |
| えちぜん鉄道勝山永平寺線 | 福井 - 越前開発               | 1.8           | 1.8           | 2018年6月24日 | えちぜん鉄道                                        | 高架化         | 勝山永平寺線           |
| えちぜん鉄道入車庫線     |                               | 0.2           | 0.0           | 2018年6月25日 | えちぜん鉄道                                        | 入車庫線       |                        |
| えちぜん鉄道三国芦原線   | 福井口 - 西別院               | 0.6           | 0.6           | 2018年6月24日 | えちぜん鉄道                                        | 高架化         | 三国芦原線             |

路線の建設以外にも、各種調査や海外技術協力を行っている。

## その他
職員団体
職員団体として、鉄道運輸機構労働組合がある。
政治家との問題
一部の報道によると、2004年から2005年の間、魚住汎英参議院議員（当時）がかかわり合いのある熊本県内の内航海運会社の船舶使用料の延滞金について制度上認められない減免をJRTTに働きかけたが、拒否されたことに関し、理事長や国土交通省局長らを呼びつけて謝罪させ、当時の国土交通省大臣などに対し責任を問うぞとも電話をした。魚住汎英はこれに対し「内容は記憶していない」としている。
不祥事
北陸新幹線（長野―金沢間）の融雪設備工事を巡り、業者側に予定価格を示唆したとして、2014年3月4日、官製談合防止法違反罪で東京支社の設備部長が在宅起訴され、同部課長が略式起訴された。同年7月9日、東京地方裁判所は元部長に対し懲役1年2カ月執行猶予3年の判決を言い渡した。

## 海事勘定の繰越欠損金
海事勘定においては、繰越欠損金が、2012年度末には、504億円に達していた。主な内訳は、貸倒引当金相当額180億円、未収金の処理等に伴い計上した損失324億円であった。2013年度に繰越欠損金削減計画を策定したうえで、2020年度末で240億円にまで削減している。

## 特例業務勘定の利益剰余金
2010年4月27日、日本国政府の事業仕分けにおいて、JRTTの事業が取り上げられた。旧国鉄職員の年金支給や国鉄資産の売却などを行う日本国有鉄道清算業務において、2008年度決算で1兆3500億円に及ぶ利益剰余金が積み上がっていることについて、国土交通省は国庫返納に難色を示したものの、国庫返納の判定を受けた。また、鉄道技術開発費補助金について、国からJRTTを経由して鉄道事業者に交付する仕組みになっているところを、国が直接実施すべきとの判定を受けた。
2011年2月8日、日本国政府は「日本国有鉄道清算事業団の債務等の処理に関する法律等の一部を改正する法律案」を閣議決定した。この法案が成立した場合、JRTTの特例業務勘定の利益剰余金等を活用して鉄道施策を推進するため、JR北海道及びJR四国の経営の安定化、JR北海道、JR四国及びJR九州並びにJR貨物の設備投資への支援、整備新幹線の着実な整備、並行在来線への支援等に関する所要の措置を講じることとした。
1. JR北海道(2200億円)及びJR四国(1400億円)の経営安定基金の積み増し（無利子貸付方式）
JRTTは、JR北海道及びJR四国の経営の安定を図るため、これらの会社が引き受けるべきものとして特別債券を発行するとともに、その引受けに要する資金に充てるため、これらの会社に対し、無利子貸付けを行うことができる。
2. JR北海道(600億円)、JR四国(400億円)、JR九州(500億円)及びJR貨物(700億円、この他青函トンネル用機関車など190億円)の設備投資に対する支援
JRTTは、JR北海道、JR四国、JR九州及びJR貨物の設備投資に必要な資金に充てるため、無利子貸付け又は助成金の交付を行うことができる。
3. 整備新幹線の着実な整備(1500億円)
JRTTは、平成23事業年度において、北陸新幹線高崎・長野間の建設のための過去の借入れに係る債務の償還・利子の支払に必要な金額を、特例業務勘定から建設勘定に繰り入れることができる。
4. 並行在来線の支援(1000億円)
JRTTは、並行在来線を支援するため、いわゆる貨物調整金の交付に必要な金額を、特例業務勘定から建設勘定に繰り入れることができる。

2011年6月8日、この法律案は参議院本会議で全会一致で可決・成立し、上記の施策が実行に移された。